# Клан Лівінгстон

Гребінь клану МакЛі - Лівінгстон.

Герб вождів клану МакЛі - Лівінгстон.

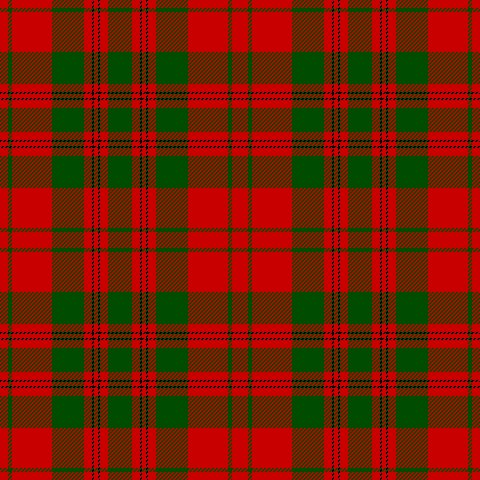
Тартан клану МакЛі - Лівінгстон. Перший варіант.

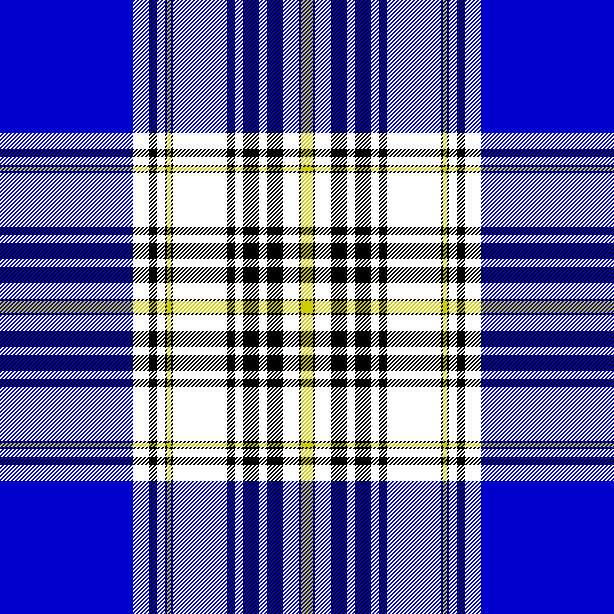
Тартан клану МакЛі - Лівінгстон. Другий варіант.

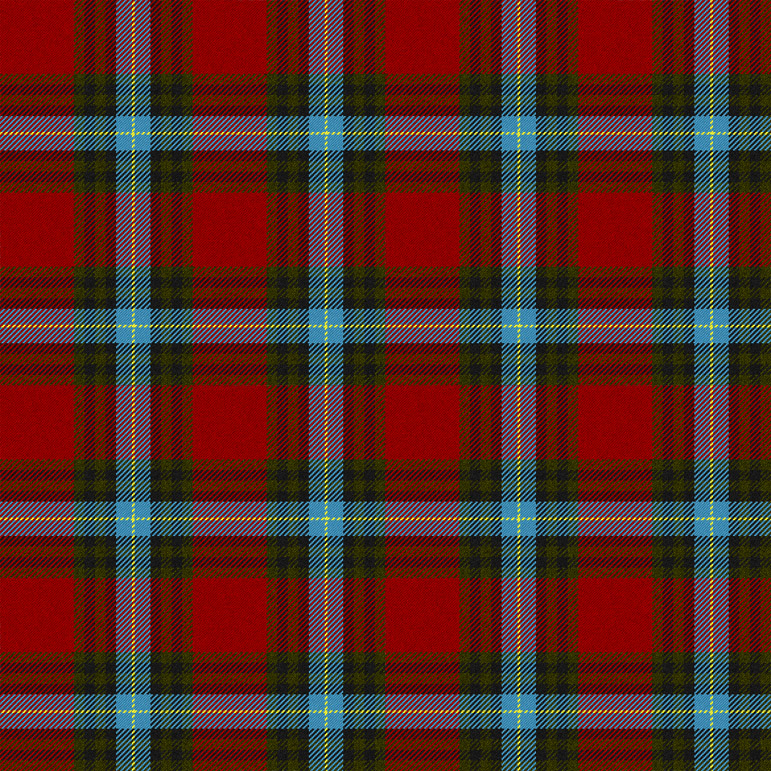
Тартан клану МакЛі - Лівінгстон. Третій варіант.

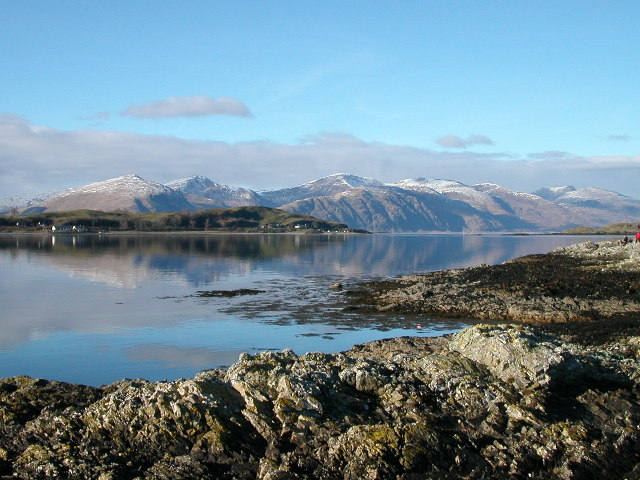
Острів Лісмор, гори та озеро Кінгайр-лох.

Клан Лівінгстон (англ. — Clan Livingstone, гельск. — Clan MacLea, Clan Mac Dhunnshleibhe, Clan Mac an Léigh) — клан МакЛі, клан Мак Дуннхлейве, клан Мак ан Лей — один з кланів гірської частини Шотландії — Гайленду. Крім Гайленду володів землями і замками і в рівнинній частині Шотландії — Лоуленді. Основні земельні володіння клану були в землях Аргайл в районі Лорн. Резиденція вождя клану була на острові Лісмор. Давні кельтські назви клану МакЛі, Дуннхлейве, Мак ан Лей потім змінились на англоїзовану назву Лівінгстон. Клан МакЛі ще називають «Спадкові хранителі Великого жезла святого Молуга». Згідно з історичними переказами клан МакЛі має ірландське походження і може розглядатися як давній ірландський клан.
Гасло клану: Ni Mi e Ma’s Urrain Dhomh - Я це зроблю, якщо зможу (гельск.)
Слоган клану: Cnoc Aingeil - Гора ангела (гельск.)
Символ клану: квітка білозіру (Parnassia palustris)
Вождь клану: Ніалл Лівінгстон Бахул (гельск. - Niall Livingstone of Bachuil) - барон Бахул
Резиденція вождя клану: Замок Бахул на острові Лісмор

## Історія клану Лівінгстон

### Походження кланів МакЛі та Лівінгстон
Є багато суперечливих гіпотез про походження назви клану МакЛі. Є версія, що назва походить від давнього гельського Мак Лей - Mac an Léigh - «син лікаря». Крім того є версії, що від назви Мак ан Лей походять назви кланів МакКінлі та МакНулті. Найбільш поширеною є версія, що назва МакЛі пішла від Мак Дуннхлейве (гельск. - Mac Dhunnshleibhe) або Мак Донн Слейве (гельск. - Donn Sléibhe), що в перекладі означає «син людини з коричневим волоссям» або «син вождя гори». Цікаво, що в Ірландії в Ольстері досі існує клан Мак Дуннхлейве, люди якого вважають себе автохтонними жителями Ірландії і в давнину були спадковими лікарями.
Назва клану Лівінгстон походить від топоніма, що знаходиться в Західному Лотіані, Шотландія. У грамотах короля Шотландії Девіда І, що датуються початком XII століття згадується людина на ім’я Левінг (гельск. - Leving). Саме цей Левінг і вважається засновником клану Лівінгстон. Є дуже багато версій про походження цього Левінга - є версії кельтська, англо-саксонська, норманська, французька, фламандська, угорська.
У середині XVII століття Джеймс Лівінгстон Скірлінг з рівнинної частини Шотландії взяв в оренду землі єпископства Аргайл та острів Лісмор. У 1648 році він поселився в замку Ахандіум острові Лісмор. Клан МакЛі, що жив у тих місцях прийняв назву феодала-володаря і став називатися Лівінгстон.

### Нащадки Дунхлейбе
Герцог Аргайл писав, що клан Мак Дунс Левес чи МакЛі (гельск. - Mac(Duns)leves, MacLea) з острова Лісмор походять від Дунхлейбе - сина Еда Алана О’Ніла (ірл. - Aedh Alain O'Neill). Ед Алан був сином ірландського принца Антрохана О’Ніла (ірл. - Anrothan O'Neill), що одружився з принцесою королівства Дал Ріада і отримав землі Ковал та Кнепдейл. Антрохана О’Ніл в свою чергу був сином Аода О’Нейлла (ірл. - Aodh O'Neill) - короля Айлеха, що правив королівством Айлех десь в 1030 - 1033 роках. Предками королівської династії ОНейллів є верховний король Ірландії Ніл (Нейлл) Дев’яти Заручників (368 — 395 або 376—405 роки правління). Вважається, що Дунхлейбе був спільним предком для багатьох кланів Аргайлу, включно з кланами Ламонт, МакЕвен Оттер, МакЛахлан, МакНейл Барра, МакСвін.

### Дунхлейбе Ва Еохада
Є альтернативна версія загальноприйнятій теорії. про те, що МакЛі походять від Руайдрі Мак Дуйннслейве (ірл. - Ruaidhri Mac Duinnsleibhe) - останнього короля королівства Улад, Ірландія.
Вважається, що Святий Молуг походить з цієї королівської сім’ї з Ольстера. Френсіс Джон Бірн стверджував, що королівський клан Уладу називався Мак Дуйннхлейве (ірл. - Mac Duinnshleibhe). Бірн писав: «Після 1137 року в королівстві Дал Фіатах правили нащадки Донна Слейбе Мак Еохада (ірл. - Donn Sleibe Mac Eochada), що був убитий в 1091 році.» Судячи по всьому Руайдрі Мак Дуйннслейве був останнім королем Уладу і помер наприкінці XII століття. Рорі мак Дунслеве зустрічається в королівських списках О’Харта як останній король Уладу (Ольстеру) - 54-й король Уладу після місії Святого Патріка в Ірландію.
О’Харт писав: «Туйрмах Темрах - 81 король Ірландії мав сина Фіаха Фермара, що став предком королів Аргайлу та Дал Ріади в Шотландії. Цей Фіах був засновником кланів МакДунхлейбе та О’Дунслейве, що називалися потім Дунлеві, Дунліф, Лівінгстон.»
Доктор О'Донован писав, що син останнього короля Уладу МакДунхлейбе після загарбання Ірландії Англією переселився до Шотландії, де назва клану була змінена.

### Спадкоємці святого Молуга
Святий Молуг був місіонером в Шотландії і сучасником святого Колумби (Коллум Кілле). Він був одним із тих святих, що охрестили Шотландію в VI столітті. Згідно ірландських літописів у 562 році святий Молуг переміг святого Колумбу в перегонах біля острова Лісмор. Історик Вільям Ф. Скін писав, що острів Лісмор був священним островом піктів - давнього населення Шотландії, був місцем поховання королів піктів. І що західні пікти мали своє окреме королівство зі столицею Берегоніум на берегах озера Бендер-Лох.
Коарб - наступник святого Молінга був хранителем його речей. Реліквіями святого Молуга, які ще називаються Бахул Мор є посох, що датується VI століттям. Бахул Мор є дерев’яним посохом 38 дюймів у довжину. Колись він був покритий пластинами з позолоченої міді. деякі з них збереглися. Клан Лівінгстон вважається хранителем цієї реліквії, це відображено на гербі вождів клану. Святий Молуг був засновником трьох великих монастирів - Лісмор, Роземаркі, Мортлах і кількох менших монастирів.

### XV - XVI століття
Серед людей клану Лівінгстон у XV - XVI століттях було багато дрібної шляхти та міщан західного Лотіану. Сер Олександр Лівінгстон - каштелян замку Стерлінг у 1438 році надав притулок малолітньому королю Джеймсу II та його матері королеві Джоанні Бофор, що втекли від «опіки» регента Вільяма Кріхтона. Надавши притулок, сер Олександр Лівінгстон отримав повний контроль над королівською адміністрацією і фактично захопив владу в країні. Почався довгий період боротьби за владу в Шотландії між кланами Лівінгстон та Кріхтон.
У 1444 році клан Лівінгстон уклав спілку з найсильнішим і найвпливовішим на той час кланом Шотландії та вого вождем - Вільямом Дугласом - VIII графом Дуглас, вождем клану Дуглас. Завдяки цій спілці клан Лівінгстон усунув від влади Вільяма Кріхтона і встановив повний контроль над урядом країни. Учасники нової коаліції поділили між собою посади адміністрації та графства Шотландії. Роберт Лівінгстон отримав посаду лорда-скарбничого, Джеймс Лівінгстон - син Олександра Лівінгстона отримав посаду лорда великого камергера Шотландії. Влада клану Лівінгстон зміцніла завдяки шлюбу Єлизавети - дочки Джеймса Лівінгстона з Лордом Островів - володарем Гебридських островів.
Влада в Шотландії перейшла до дрібної шляхти та міської буржуазії. Панування клану Лівінгстон - це було знаком нової епохи в Шотландії і нового суспільства.
Після шлюбу короля Джеймса II з Марією Гелдернською у 1449 році молодий король взяв владу у свої руки. Першим кроком молодого короля стало усунення від влади клану Лівінгстон - у 1450 році всі люди з клану Лвінгстон були усунуті зі своїх посад, їх володіння конфісковані, а скарбничих королівства Роберт Лівінгстон був скараний на горло.
У 1452 році Джеймс Лівінгстон разом з Лордом Островів здійняв заколот проти королівської влади на півночі Шотландії. Заколот завершився компромісом з королем: король Джеймс II пробачив Лівінгстона і в 1454 році відновив його на посаді лорда-чемберлена Шотландії. Цю посаду він займав до 1467 року.

### XVII - XVIII століття
Під час громадянської війни на Британських островах у XVII столітті клан Лівінгстон лишився вірний короні і королю. У результаті цього маєтки клану постраждали від республіканців, ковенанторів та Олівера Кромвеля.
У XVIII столітті клан Лівінгстоен підтримав повстання якобітів у 1715 році. У результаті цього землі клану Лівінгстон були конфісковані. У 1745 році клан Лівінгстон знову підтримав чергове повстання якобітів. Люди клану Лівінгстон під проводом Дональда Лівінгстона брали участь у битвах під Куллоден, Бун-а-вуйлінн, Морверн, до кінця захищали прапор Аппін. Багато людей клану Лівінгстон полягло в боротьбі за свободу та незалежність Шотландії.